# Dřevěný most v Rheinau
Most v Rheinau je krytý dřevěný most přes řeku Rýn. Je jedním z mála dochovaných mostů s kůlovými pilíři. Spojuje švýcarský břeh řeky v kantonu Curych a německý břeh státu Baden-Württemberg.

## Historie
První písemná zmínka o mostu pochází z roku 1247. Jednalo se o úzký most s dřevěnými čtyř až pěti kůlovými pilíři. Od počátku bylo přerozdělování mýtného příčinou sporů mezi klášterem a městem Rheinau. Za Napoleonských válek byl most zbořen a v roce1806 nahrazen novou stavbou. Podporu zajišťovaly osmiramenné vějířovité dřevěné pilíře stejného typu, jako u mostů v Diessenhofenu nad Rýnskými vodopády či v Oltenu přes řeku Aaru. V průběhu let 1885 až 1930 docházelo pravidelně k opravám a náhradě slabých komponent jak na těle mostu tak v pilířích. V roce 1953 byla zjištěna invaze larev tesaříka a následně byly vyměněny poškozené části na mostovce i vzpěrách. Od roku 1924 bylo používání mostu omezeno na vozidla s maximální hmotností 5 tun, v roce 1953 byla nosnost snížena na 2,5 tuny
K zásadním opravám došlo v roce 1988, kdy při investici 2 miliónů franků byly vyměněny původní dřevěné piloty za ocelové a železobetonové části. Nosnost mostu byla zvýšena na 8 tun.

## Popis

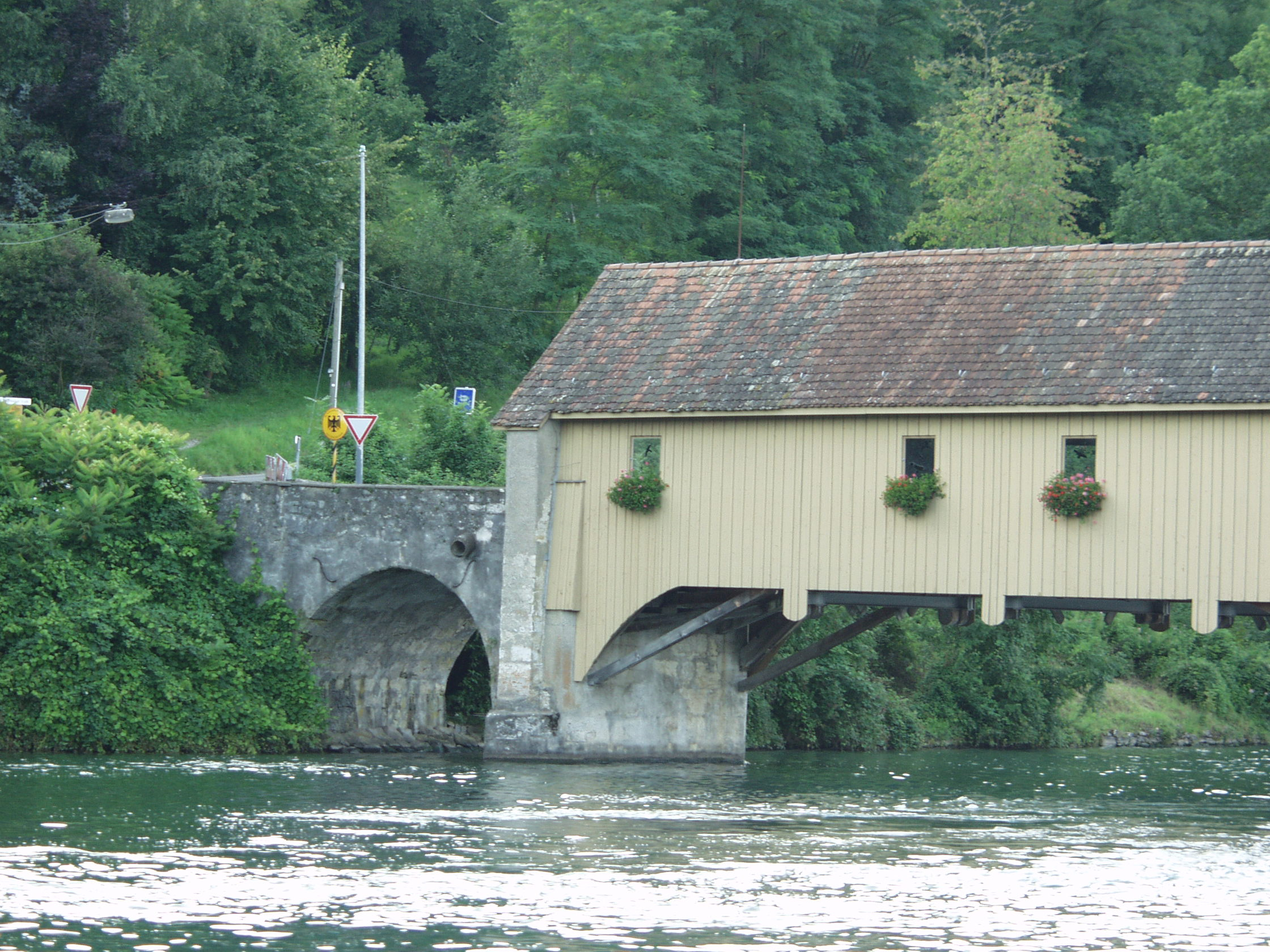
Návaznost na kamenný mostek na německém břehu

Most spojuje švýcarský a německý břeh Rýna v místě, kde řeka dokončuje meandr. Německý pravý břeh je tak podemílaný a hluboký, švýcarský je náplavový a mělký. Dno ze švýcarské strany pravidelně klesá směrem ke straně německé. Dva mostní pilíře, tvořící třípólový most jsou tak nestejné výšky. Hloubka řeky u levobřežního pilíře se pohybuje od 2 do 2,5 metru, hloubka u pilířů na německé straně v rozmezí 3,5 až 4 metry. Do řeky jsou ukotveny ocelové pilíře, na které navazují železobetonové sloupy pokryté dubovým dřevem.
Dřevěné těleso mostu o délce 65,8 metru navazuje na každé straně na kamenné obloukové mostky, celková délka pak dosahuje 80 m. Dřevěná část je široká 4,3 metru a skládá se ze tří polí tři s rozpětím kolem přes 21 metrů.
Na kamenném mostku na švýcarské straně stojí bronzová plastika Jana Nepomuckého od Emilia Stanzaniho. Do roku 1872 na tomto místě stála Nepomukova socha z pískovce.

## Průtokové poměry

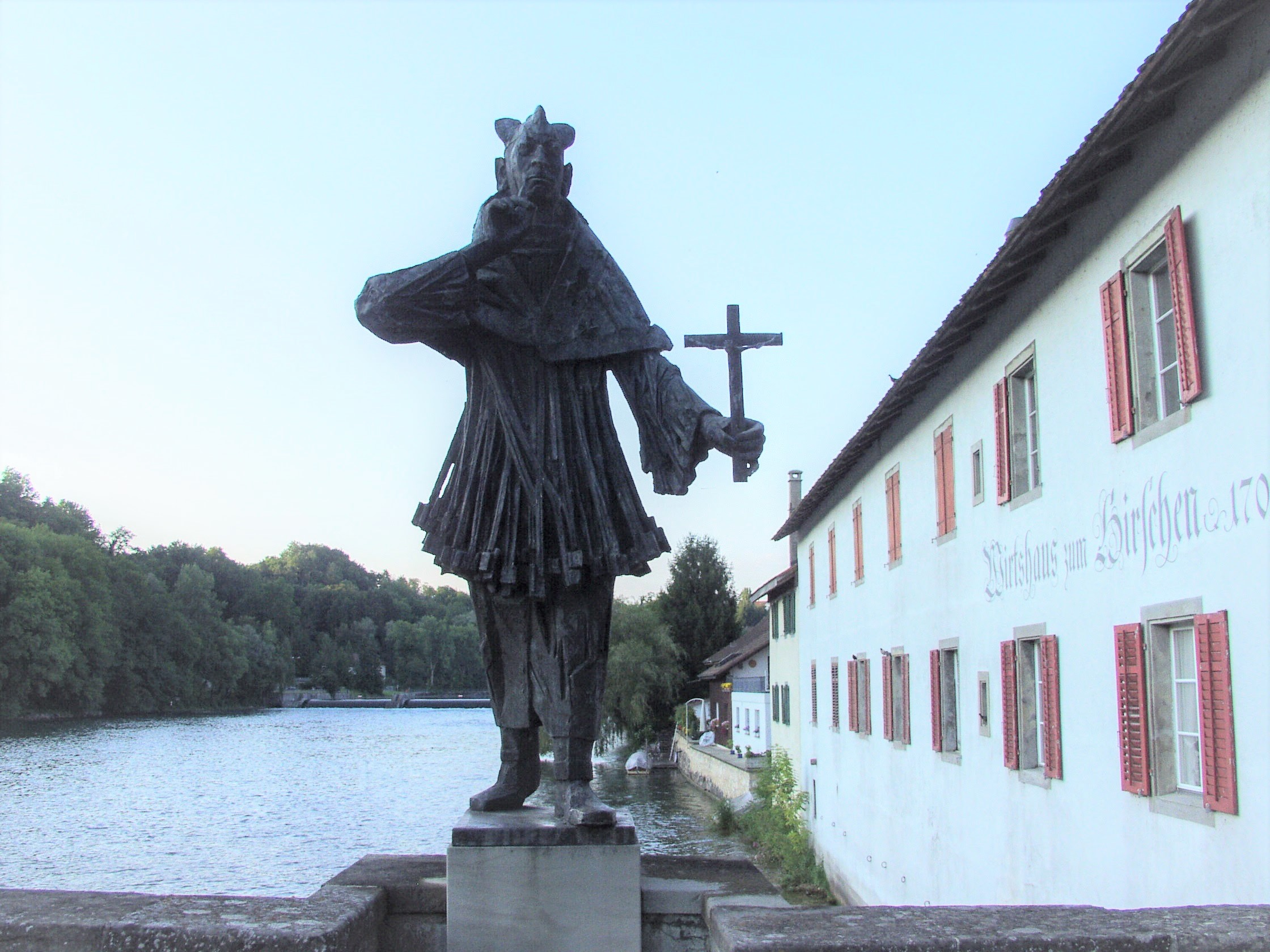
Jan Nepomucký na Rýnu

Krátce nad mostem přecházela řeka z peřejnatého úseku do hlubšího koryta a rychlost proudění se snížila. Řeka zde dokončovala levotočivý meandr a proudila s nejvyšší energií podél pravého břehu. Šířka řeky se v těchto místech výrazně nemění a místo bylo kompromisem mezi nároky na odolnost proti rychlosti proudu a nároky na hloubku pilotáže. Výhodou, stejně jako na celém úseku Rýna po soutok s Aarou, je malý rozdíl mezi běžným letním maximem a katastrofální povodní. Piloty tak odolávaly řece o průtoku s vyrovnaným průtokem v rozsahu od 200 do 600 m³/s. Účinek proudící vody na trvanlivost se ještě výrazně snížil po roce 1958, kdy byla do provozu uvedena elektrárna, umístěná na začátku meandru poloostrova Rheinau. Průtok 400 m³/s je odváděn štolou vyúsťující do řeky pod mostem. Kolem pilířů pak protéká běžné roční maximum kolem 200 m³/s, což připadá na období od června do srpna. Po většinu roku zde však protéká zajišťované minimum 5 m³/s, které elektrárna přepouští při dosažení nižších průtoků, než je hltnost turbín. Aby se řeka v tomto období nestala vyschlým řečištěm, byly v rámci zachování původní hladiny řeky vybudovány dvě pomocné hráze, jedna zhruba 100 m nad mostem, druhá asi 800 m pod ním. Po většinu roku se tak Rýn v okolí mostu stává podlouhlým rybníkem.

## Současnost
Most slouží jako jednosměrná silniční komunikace s omezením 8 tun a 3,3 metrů. Spolu s návštěvou kláštera Rheinau se stává součástí turistického ruchu místního významu. Oblibu získalo koryto řeky pod mostem u sportovních potápěčů. Relativní čistota vody při minimálních průtocích umožňuje sledování sladkovodních ryb, které jsou na tomto úseku celoročně hájeny. Mimořádné oblibě se těší především filmování sumců a úhořů v hlubokých vymletých štěrbinách při pravém břehu stejně jako štik v bohatém říčním podrostu v mělčinách levého břehu. Hloubka při levém břehu se pohybuje mezi 1,5 až 2 metry u pravého břehu i přes 8 metrů.